# M8 (САУ)
75-мм самоходная гаубица M8 «Скотт» (англ. 75 mm Howitzer Motor Carriage M8 Scott, в советской военной историографии классифицировалась как «лёгкий танк «Скотт») — самоходная артиллерийская установка США времён Второй мировой войны, класса самоходных гаубиц, лёгкая по массе. Создана в 1941—1942 годах на базе лёгкого танка M5 «Стюарт». За время серийного выпуска с сентября 1942 по январь 1944 года было произведено 1778 САУ M8, которая оказалась удачным использованием шасси устаревшего танка. M8 активно использовалась в боях в Европе в 1943—1945 годах, хотя к 1945 году была в основном заменена в войсках вариантом танка M4 «Шерман» со 105-мм гаубицей. Своё словесное наименование («Скотт»), традиционное для американской бронетехники, получила в честь американского генерала времён американо-мексиканской войны и гражданской войны — Уинфилда Скотта.

## История создания и производства
Разработка лёгких САУ велась в США ещё с 1920-х годов, первоначально в качестве базовой машины использовались тракторные шасси, затем — шасси лёгкого танка T1. Однако, многочисленные проекты САУ того периода не вышли за стадию прототипов, как по причине скудного финансирования армии в годы Великой депрессии, так и из-за примитивности конструкции, в большинстве случаев заключавшейся в простой установке пушки на тракторном шасси с минимальным броневым прикрытием или вовсе без него.
Первая сравнительно современная САУ появилась в США только в 1939 году. 75-мм самоходная гаубица T3 (англ. 75mm Howitzer Motor Carriage T3) использовала значительно более совершенное шасси лёгкого танка M1, а её вооружение состояло из 75-мм лёгкой гаубицы M1, установленной в полностью закрытой рубке и 7,62-мм пулемёта, размещённого в маленькой башенке. Был построен один прототип T3, однако по результатам испытаний на вооружение она не была принята из-за слишком тесной рубки. Однако сама компоновка была сочтена перспективной и работы в этом направлении продолжились. С принятием на вооружение в июне 1940 года танка M3, дальнейшие работы велись на его базе. В 1941—1942 годах велись работы по созданию САУ T18 и T52, а позднее — T41 (все три установки были разработаны и изготовлены инженерами компании «Файрстоун» в соответствии с рекомендациями, полученными от танкистов-испытателей Абердинского танкового полигона по опыту испытаний предыдущих моделей), также размещавших орудие в неподвижной рубке, однако все работы по ним были прекращены с появлением T47.
В отличие от всех предыдущих проектов, на T47 орудие размещалось во вращающейся башне. Такая компоновка была признана значительно превосходящей более ранние проекты, работы по которым были прекращены. Тем временем в апреле 1942 года было начато производство улучшенного варианта M3 — M5, на базе которого продолжилась дальнейшая разработка. Были опробованы несколько вариантов башни, в результате для производства была выбрана открытая сверху башня с ручным механизмом поворота и увеличенным с 1188 до 1384 мм по сравнению с базовым танком диаметром башенного погона. Гаубица M1 для установки в ней была модифицирована, получив обозначение M2. В мае 1942 года T47 был принят на вооружение под обозначением 75-мм самоходная гаубица M8 (англ. 75mm Howitzer Motor Carriage M8).
Первый прототип новой САУ успешно прошёл испытания на Абердинском испытательном полигоне в сентябре того же года, и после мелких доработок был уже вскоре запущен в производство. За время серийного выпуска, с сентября 1942 по январь 1944 года, детройтским заводом «Кадиллак» было произведено 1778 САУ M8 (орудийные башни к ним изготавливались там же в Детройте, на заводах «Тернштедт», исключение составляли орудия и боеприпасы к ним, поставлявшиеся из Лансинга, с завода «Олдсмобиль», — все указанные предприятия были филиалами одной и той же корпорации, — «Дженерал Моторс», — это упрощало и ускоряло производственный цикл), что сделало её второй по численности самоходной гаубицей США периода Второй мировой войны. В ходе производства существенных изменений в конструкцию M8 не вносилось, если не считать замены гаубицы M2 на M3, имевшую лишь незначительные отличия производственного характера. На машинах поздних выпусков также были введены некоторые из внедрённых на модификации танка M5A1 улучшений — фальшборты на надгусеничных полках и дополнительные ящики на корме танка, а также специфическое для M8 размещение запасных траков снаружи на бортах башни.

## Производство
| Год   | 1     | 2     | 3     | 4     | 5     | 6     | 7     | 8     | 9     | 10    | 11    | 12    | Всего |
| ----- | ----- | ----- | ----- | ----- | ----- | ----- | ----- | ----- | ----- | ----- | ----- | ----- | ----- |
| 1942  |       |       |       |       |       |       |       |       | 1     | 24    | 101   | 247   | 373   |
| 1943  | 160   | 160   | 160   | 160   | 160   | 160   | 62    | 62    | 62    | 62    | 62    | 60    | 1330  |
| 1944  | 75    |       |       |       |       |       |       |       |       |       |       |       | 75    |
| Всего | Всего | Всего | Всего | Всего | Всего | Всего | Всего | Всего | Всего | Всего | Всего | Всего | 1778  |

## Описание конструкции
M8 имела аналогичную базовому танку компоновку. По сравнению с M5, изменения коснулись лишь башни, боевого отделения и верхней лобовой детали. Экипаж САУ, как и базового танка, состоял из четырёх человек — водителя, помощника водителя, наводчика и командира, исполнявшего также обязанности заряжающего.

### Вооружение
Основным вооружением M8 являлась гаубица M2 или, на машинах поздних выпусков, M3, созданные на основе лёгкой полевой гаубицы M1. По баллистике, эти три орудия были идентичны друг другу; гаубицы M2 и M3 отличались между собой лишь противооткатными механизмами.
Боекомплект орудия состоял из 46 унитарных выстрелов. Ассортимент боеприпасов M2 и M3 был сокращён по сравнению с полевой гаубицей и включал в себя лишь осколочно-фугасные, кумулятивные и дымовые снаряды. Несмотря на унитарное заряжание, метательный заряд размещался в гильзе в картузах, что позволяло регулировать его мощность в зависимости от текущих задач, хотя и не столь гибко, как при раздельно-картузном заряжании. Метательный заряд состоял из базового картуза и трёх дополнительных, обозначавшихся цифрами от 1 (минимальный заряд) до 4 (максимальный).
| Боеприпасы гаубиц M2 и M3 |                     |                    |                   |                  |                       |                        |
| Тип снаряда | Марка               | Масса выстрела, кг | Масса снаряда, кг | Масса ВВ, г      | Дульная скорость, м/с | Дальность табличная, м |
| осколочно-фугасный | HE M48 Shell        | 8,26               | 6,61              | 676 (тротил)     | 381 (заряд № 4)       | 8750 (заряд № 4)       |
| осколочно-фугасный | HE M41A1 Shell      | 7,88               | 6,23              | 503 (тротил)     | 381 (заряд № 4)       | 8750 (заряд № 4)       |
| кумулятивно-трассирующий | HEAT-T M66 Shell    | 7,39               | 5,93              | ?                | 305                   | 7200                   |
| дымовой | WP M64 Shell, Smoke | 8,56               | 6,91              | ? (белый фосфор) | 381 (заряд № 4)       | 8750 (заряд № 4)       |
| Бронепробиваемость кумулятивного снаряда M66 не зависит от дистанции, и составляет 91 мм гомогенной брони при встрече по нормали. |                     |                    |                   |                  |                       |                        |

Вспомогательным вооружением M8 служил 12,7-мм пулемёт «Браунинг» M2HB, закреплённый на кольцевой установке в кормовой части башни. Боекомплект пулемёта состоял из 400 патронов в лентах по 50 патронов. Основным назначением пулемёта являлась противовоздушная оборона, однако на практике, как и на другой американской бронетехнике, он обычно использовался против наземных целей.
Для самообороны экипажа, M8 в войсках США оснащалась 11,43-мм пистолетом-пулемётом Томпсона M1928A1, тремя 7,62-мм карабинами M1, 600 11,43-мм и 735 7,62-мм патронами к ним, а также восемью ручными гранатами.

## Использовалась
- США
- Франция — не менее 174 САУ

## Боевое применение
Первые M8 появились в войсках США к началу Итальянской кампании, заменяя полугусеничные САУ M3 на шасси бронетранспортёра M3. Хотя в качестве средства огневой поддержки M8 и уступала среднему танку M4 «Шерман» по ряду показателей, она значительно превосходила его в подвижности, а вдвое меньшая, чем у M4, масса позволяла M8 действовать в недоступной или малопригодной для более тяжёлой техники местности, что имело немалое значение в условиях гористого итальянского ландшафта. Благодаря этим качествам, M8 успешно использовались американскими войсками на итальянском театре военных действий до самого конца войны.
M8 применялись и в боевых действиях в Северо-Западной Европе в 1944—1945, однако к тому времени их роль в основном перешла к танкам M4(105) «Шерман», вооружённым 105-мм гаубицей и гораздо более подходившим для непосредственной огневой поддержки. M8 сохранялись лишь на вооружении кавалерийских разведывательных эскадронов. Некоторое количество этих САУ использовалось и на Тихоокеанском театре военных действий. По программе ленд-лиза, 174 САУ M8 были также поставлены французским войскам, использовавшим их в боях в Северо-Западной Европе.